# Lindisfarne (hudební skupina)
Lindisfarne byla britská folk rocková hudební skupina z Newcastle upon Tyne v Anglii, založená na konci šedesátých let 20. století.

## Diskografie

### Studioavá alba
- 1970 - "Nicely Out of Tune"
- 1971 - "Fog on the Tyne"
- 1972 - "Dingly Dell"
- 1973 - "Roll On, Ruby"
- 1974 - "Happy Daze"
- 1978 - "Back and Fourth"
- 1979 - "The News"
- 1982 - "Sleepless Nights"
- 1986 - "Dance Your Life Away"
- 1987 - "C'mon Everybody"
- 1989 - "Amigos"
- 1993 - "Elvis Lives On The Moon"
- 1997 - "Blues From The Bothy"
- 1998 - "Here Comes the Neighbourhood"
- 2002 - "Promenade"